# Alla corte del remix
«Alla corte del remix» — єдиний альбом-збірка реміксів італійського співака та кіноактора Адріано Челентано, що вийшов 1995 року під лейблом «Clan Celentano».

## Про альбом
До диска увійшло дванадцять реміксів на найвідоміші композиції Адріано Челентано: «Susanna», «Il ragazzo della via Gluck», «Prisencolinensinainciusol», «Pregherò» й інші. Стиль, в якому виконано альбом, можна характеризувати як євроденс або євродиско, що стало новим експериментом виконавця.
У записі платівки взяли участь Alex Party, Скетмен Джон та інші відомі музиканти. Показово, що при створенні альбому не використовували вокал з оригінальних пісень — спеціально для збірки Челентано записав вокальні партії спочатку. Альбом записувався у студії «BMG Ricordi S.p.A.».
До офіційного видання додається буклет з коміксами, в яких персонаж Челентано іменується «Supermolleggiato» («Супер-пружинка»). На обкладинці альбому зображено карикатуру на виконавця.
Фрагмент ремікса пісні «Azzurro» використали у реставрованій версії фільму «Юппі-Ду».
Альбом вийшов в Італії на CD і касетах. 2002 року вийшло ремастоване перевидання альбому.

## Список композицій
| #     | Назва                                                              | Автор ремікса                                | Тривалість |
| ----- | ------------------------------------------------------------------ | -------------------------------------------- | ---------- |
| 1.    | «Susanna»                                                          | Gam-Gam                                      | 5:19       |
| 2.    | «Il ragazzo della via Gluck»                                       | Cappella                                     | 5:46       |
| 3.    | «Prisencolinensinainciusol»                                        | Alex Party                                   | 5:28       |
| 4.    | «Pregherò»                                                         | Ti.Pi.Cal.                                   | 5:17       |
| 5.    | «Il seme del rap»                                                  | Скетмен Джон                                 | 3:52       |
| 6.    | «Azzurro»                                                          | Clubhouse                                    | 5:44       |
| 7.    | «Veronica verrai»                                                  | Netzwerk                                     | 4:55       |
| 8.    | «Ringo»                                                            | DJ Cerla                                     | 3:59       |
| 9.    | «Prisencolinensinainciusol» (оригінальна версія ремікса 1995 року) | Alex Party                                   | 5:16       |
| 10.   | «Deus»                                                             | Роберто Ферранте                             | 5:11       |
| 11.   | «L'ultimo gigante»                                                 | LWS                                          | 4:15       |
| 12.   | «Nata per me»                                                      | Ріккардо Баллеріні, Ніно Лоріо, Марко Канепа | 2:56       |
| 56:14 |                                                                    |                                              |            |

## Ліцензійні видання
| Назва                                | Лейбл          | Маркування   | Країна | Рік  |
| ------------------------------------ | -------------- | ------------ | ------ | ---- |
| Alla Corte Del ReMix (CD, Album)     | Clan Celentano | CLCD 331042  | Італія | 1995 |
| Alla Corte Del ReMix (CD, Album)     | Clan Celentano | 74321 331042 | Європа | 1995 |
| Alla Corte Del ReMix (Cass, Album)   | Clan Celentano | CLMC 331044  | Італія | 1995 |
| Alla Corte Del ReMix (CD, Album, RE) | Clan Celentano | CLN2040      | Європа | 2002 |